# Enrique Bunbury

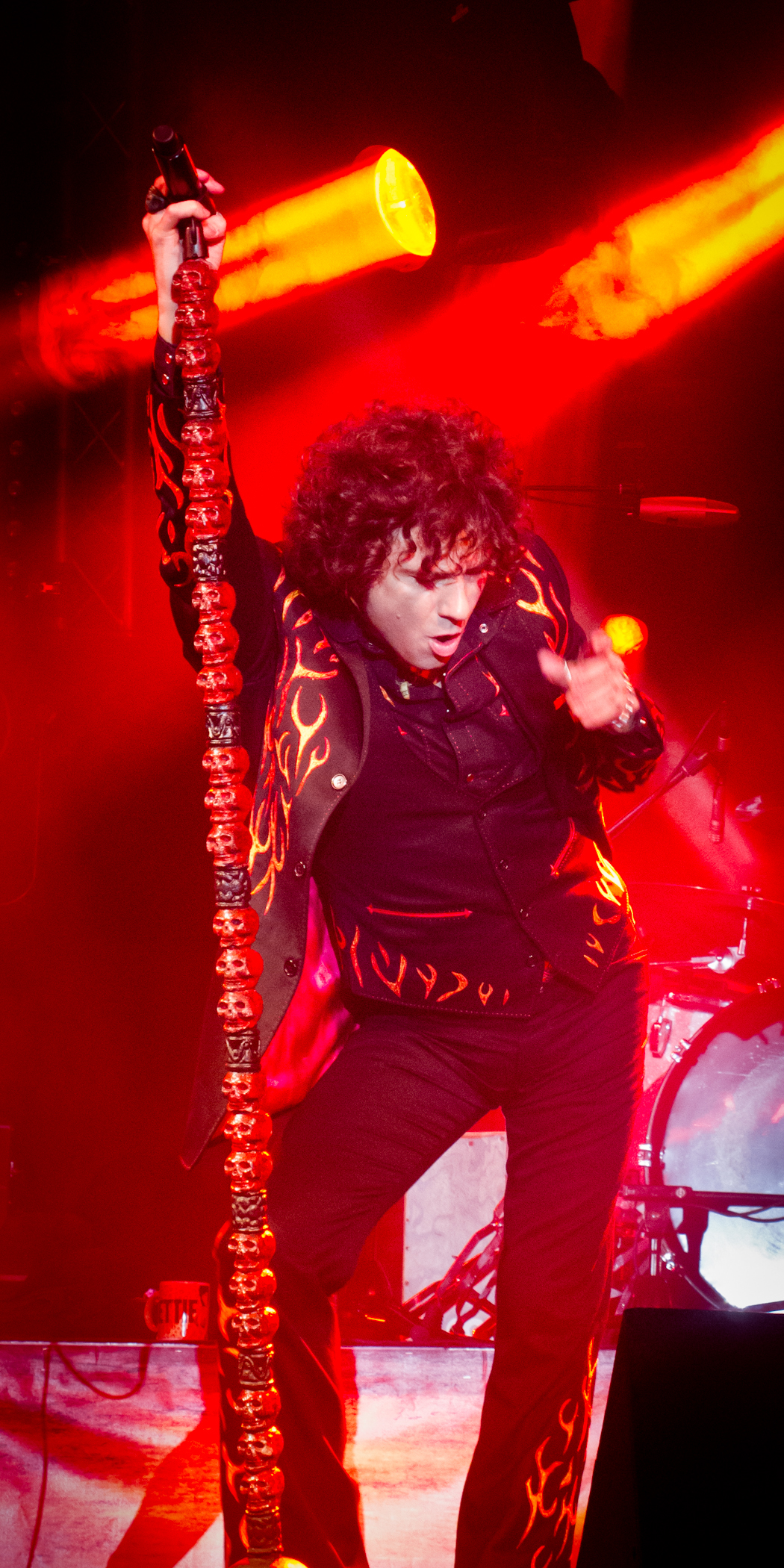
Enrique Bunbury en concierto en 2012.

Enrique Ortiz de Landázuri Izarduy (Zaragoza, 11 de agosto de 1967), más conocido como Enrique Bunbury o simplemente Bunbury, es un cantante, compositor y músico español. Es reconocido por haber sido el líder de la banda Héroes del Silencio.
Comenzó su actividad musical durante los primeros años de la década de los 80, formando parte de Apocalipsis, Rebel Waltz, Proceso Entrópico, Zumo de Vidrio y Niños del Brasil, aunque su consagración llegó siendo el líder de Héroes del Silencio, grupo musical de gran éxito y considerado por muchos como una de las mejores bandas del rock español. Después de la ruptura del grupo en 1996, comenzó su carrera como solista al año siguiente consolidándose como una importante figura en el ámbito musical español e hispanoamericano.
La trayectoria solista del cantante, a diferencia de Héroes del Silencio, ha sido muy diferente en cuanto al sonido musical, manteniendo la esencia del rock, llegando a experimentar con varios ritmos, como la música electrónica o la música árabe en los primeros tiempos, pasando por la música de cabaret, las rancheras, el blues, el flamenco y los tangos, hasta referenciar géneros como la salsa, las milongas, los boleros y las cumbias en uno de sus últimos trabajos, donde homenajea a América Latina.
En la lista de "Los 250 mejores álbumes de rock iberoamericano" de la revista estadounidense Al Borde se sitúan en el puesto 81.º su álbum Flamingos, en el 154.º Pequeño y en el lugar 228.º Radical sonora, además de sus cuatro álbumes de estudio con Héroes del Silencio: Senderos de traición (n.º 5), Avalancha (n.º 35), El espíritu del vino (n.º 117) y El mar no cesa (n.º 119).
Enrique Bunbury también ha aparecido en el puesto n.º 119 de la lista de la revista Rolling Stone, publicada en septiembre de 2009, como el único cantante con dos álbumes entre los diez primeros discos más influyentes de los últimos 50 años en España. Los dos discos destacados fueron Senderos de traición (1990) en la segunda posición y Flamingos (2002) en novena posición.
En 2004 fue considerado como uno de los españoles más influyentes por el periódico El Mundo.
El apellido artístico Bunbury proviene de un personaje de La importancia de llamarse Ernesto, de Oscar Wilde, como él mismo ha confirmado en diversas entrevistas y en su biografía Lo demás es silencio, escrita por Pep Blay.
Bunbury ha colaborado en varios documentales, entre ellos destaca 72 horas... Y Valencia fue la ciudad, que narra cómo un fenómeno que situó a la ciudad de Valencia en la vanguardia social y musical de estas décadas degeneró en la ruta del bakalao. El filme, del realizador Oscar Montón y del productor Juan Carlos García, recoge imágenes inéditas grabadas en estas discotecas para "realizar un homenaje a la noche valenciana" y acabar con el tópico de "marginalidad que se le ha adjudicado". Asimismo ha explicado en varios trabajos su pasado con Héroes del Silencio y la relación con los demás integrantes de la banda. En 2020, Fernando del Val acusó a Bunbury en su libro El método Bunbury de haber copiado versos de otros autores en sus letras sin mencionarlos adecuadamente, lo cual provocó una polémica.
El 28 de febrero de 2022, el músico anunció su despedida de los escenarios debido a problemas de salud, aclarando que los shows programados para el transcurso del año en España y Estados Unidos serían los últimos.
Después de dar un par de conciertos en Nueva York y en Atlanta, el 14 de mayo del 2022 Enrique comunicó la cancelación de los conciertos restantes de "El último tour" debido al mal estado de su garganta, poniendo fin a su carrera musical sobre los escenarios tras 35 años.
Sus problemas de salud solo afectan a las actuaciones en directo, por lo que continuará con su labor compositiva. En 2023 ya ha anunciado el lanzamiento del duodécimo LP de estudio de su carrera.
En mayo de 2023 anunció su vuelta a los escenarios con cinco conciertos en América.

## Primeros años
Enrique Bunbury nació en Zaragoza, capital de Aragón, en el seno de una familia burguesa, hermano de Rafael, Jorge y Ana. Desde pequeño tuvo gusto por la música, armando una batería casera con lo que tenía a mano. A los 8 años vio en la televisión la película King Creole, donde aparecía Elvis Presley, y desde ahí quedó impactado por el "Rey", convirtiéndose en uno de sus ídolos hasta la actualidad. Gracias a su tío y a su hermano Rafa, Enrique tuvo la fortuna de escuchar a los artistas más reconocidos.
Era un niño normal, con buena conducta en la escuela y excelentes notas, pero a partir de la adolescencia la vida de Enrique tomó un giro, teniendo actitudes rebeldes, casi vandálicas hacia los demás. Le apodaban "contra" porque siempre estaba en desacuerdo con todos, con una actitud rebelde. Tuvo que enfrentarse a una falsa acusación de tráfico de drogas por parte de un cura de su colegio. Después de eso, lo expulsaron de varias instituciones durante dos años seguidos. Tras esa época, trabajó como DJ en un lugar llamado "El bandido". Logró comprarse su primer disco, que fue The Dark Side of the Moon, de Pink Floyd.
El artista desarrolló sus primeros años entre libros: leía a Friedrich Nietzsche, con su teoría del Superhombre, y a Franz Kafka (Carta al padre). También a otros como Rafael Alberti y Antonio Buero Vallejo, por sus simbolismos. William Blake, Charles Baudelaire, Arthur Rimbaud, Julio Verne, Charles Dickens, Emilio Salgari y Rudyard Kipling eran también de sus autores más leídos.

## Carrera musical

### Inicios
Su andadura musical formalmente comenzó a los trece años, cuando se compró su primera guitarra eléctrica con ocho mil pesetas que había ahorrado y empezó a ejecutarla en 1980 en un grupo de colegio llamado Apocalipsis. Entre 1981 y 1983 tocó la batería, fue cantante de una banda llamada Rebel Waltz y tocó el bajo en Proceso Entrópico, nombre que se les ocurrió viendo un viernes la aparición de un fakir comiendo cristales en el programa "Un, dos, tres" de Chicho Ibáñez Serrador.

### Héroes del Silencio
Tras dejar Proceso Entrópico, Bunbury pasó a ser el vocalista de un grupo llamado Zumo de Vidrio, que se convirtió en la semilla de Héroes del Silencio. En esa formación estaban Enrique y Juan Valdivia que, junto a Pedro Andreu, acabaron formando Héroes del Silencio en 1984. En 1986, durante unos meses, tanto Enrique como Pedro Andreu también formaron parte de Niños del Brasil.
Con el apoyo de «Cachi» (DJ de Radio Zaragoza) y del periodista Matías Uribe (columnista musical del Heraldo de Aragón), Héroes del Silencio comenzó a darse a conocer. En sus comienzos, consiguen el segundo puesto en el concurso de pop-rock de Huesca, por detrás de unos más experimentados Proscritos, grupo que seguía la estela de otros con más difusión como La Frontera. Un concierto ofrecido en 1987 en la sala En Bruto, en el que consiguieron agotar localidades y dejar a cientos de seguidores fuera, pone al cuarteto en el punto de mira. Gustavo Montesano (ex Olé Olé)- se fijó en ellos y les allanó el camino para firmar su primer contrato con la discográfica multinacional EMI.
Entonces se publicó "Héroes del Silencio", en 1987, un maxisingle, fórmula muy común por aquel entonces en la industria discográfica española para los grupos noveles. De este disco se vendieron más de 30 000 copias en su momento, y posteriormente se publicaría también en CD.
Menos de un año más tarde publicaron su primer LP, "El Mar No Cesa", también producido por Montesano y que de inmediato se convirtió en disco de platino. Mar adentro o Flor venenosa pasaron a ser canciones de referencia para los jóvenes de finales de los 80 y principios de los 90. Sin embargo, el grupo quedó descontento con la producción de este primer álbum, demasiado pop para una banda que en directo era pura adrenalina. Como anécdota queda la sorpresa que se llevaron cuando descubrieron que por las noches, mientras el grupo estaba ausente, el productor metía en el disco arreglos basados en trompetas de sintetizador tratando de darle un enfoque comercial al álbum. El empeño de Enrique, Juan, Joaquín y Pedro impidió tal decisión.
En Calatayud (Zaragoza) les vio el ex componente de Roxy Music Phil Manzanera, que llevaba algún tiempo en España y acababa de producir algunos discos para otros grupos nacionales. Phil se interesó por Héroes tras verles en directo y decidió apostar por ellos. Poco después, Phil produciría Senderos de Traición (1990). Quedan de ese disco éxitos como Entre dos tierras o Maldito duende. Pero no hay que olvidar que la compañía por aquel entonces ya apostaba fuerte por ellos. Los videoclips emitidos por televisión ayudaron a la difusión del disco, mostrando la estética del grupo en aquel momento. Actuaron en playback en programas como "Un, dos, tres", con Jordi Estadella, pero se negaron a tocar en otros como Vip Noche de Telecinco, presentado por Emilio Aragón.
Sus primeros pasos internacionales fueron una apuesta modesta y hecha poco a poco a base de recorrer países como Bélgica, Suiza (donde había un gran número de emigrantes españoles) y, sobre todo, Alemania, donde se convertirían en un grupo de culto, siendo allí tan famosos como en España.
Un concierto contra el racismo en Alemania, donde Héroes del Silencio mostró su personalidad y carácter sobre el escenario, les hizo dar un salto enorme en su carrera. Sus componentes se dieron a conocer internacionalmente cantando sus canciones en castellano. En Alemania e Italia consiguieron disco de oro. Dieron una gira por Austria, Suiza, Bélgica y Escandinavia. Prueba de ello es que se les empezó a dedicar espacio en canales europeos y sudamericanos. En Alemania dieron enormes conciertos en importantes escenarios como el Rock am Ring, ante más de 80 000 personas, al lado de artistas como Robert Plant, entre otros.
Tras "Senderos de traición" y su larga gira por todo el mundo, los integrantes de la banda realizaron una pausa de más de un año en la que Bunbury viajaría a lugares como la India, lo que le influiría en la composición de posteriores trabajos.
Con el lanzamiento internacional de El Espíritu del Vino (1993), Héroes del Silencio se embarcó en una gira que les llevó por más de 20 países. El disco también fue producido por Phil Manzanera. La muestra de su impacto en el mercado extranjero es el libreto interior del disco, en el que las letras de las canciones venían ya en dos idiomas: castellano e inglés. El grupo quería dar a conocer sus canciones cantando en su idioma natal y, al mismo tiempo, ser reconocidos por el público de habla no hispana.
El Príncipe Felipe recibiría a Héroes en audiencia y se declararía admirador y seguidor de su música. A la salida de ese encuentro, Enrique desató la polémica diciéndole a la prensa que estaba en contra de la institución monárquica. Tiempo más tarde, también diría que la foto en la que sale el grupo con el Príncipe solo la pondría en el baño de su casa.
Avalancha (1995) fue el último disco de estudio de Héroes del Silencio. Para esta ocasión contaron con Bob Ezrin (productor de Pink Floyd, Nine Inch Nails, Peter Gabriel o Alice Cooper) y Andrew Jackson, realizando la grabación en los estudios de Soundcastle, en Los Ángeles. El grupo experimenta un cambio en su sonido, con guitarras más duras y textos más directos en algunos momentos.
A continuación, realizaron otra gira mundial que pasó por Estados Unidos, México, Ecuador, Argentina, Guatemala y numerosos países americanos y europeos. Tras la publicación de Parasiempre (1996), un doble CD en directo, anunciaron su separación y un descanso debido a 10 años de carrera ininterrumpida.
Durante la gira de 1996 (que incluía conciertos de marzo a septiembre) Bunbury, para quien el tour se estaba convirtiendo en un suplicio, decidió ir grabando maquetas en diferentes estudios americanos con la intención de hacer esos meses más llevaderos. En el tramo español de la gira, la banda llevó como teloneros al grupo colombiano Aterciopelados, para quienes Bunbury grabaría posteriormente coros en el álbum La pipa de la paz (1997).

### Radical Sonora
Bunbury grabó en Los Ángeles, San Juan de Puerto Rico y Ciudad de Guatemala. Meses después se estableció en Marruecos con ese material y allí compuso nuevos temas que dieron forma a lo que ya tenía en mente. Con el apoyo de Phil Manzanera se marchó a Londres para concebir Radical Sonora (1997), su álbum debut como solista. Manzanera fue el productor y Enrique actuó de coproductor para un disco que finalmente no convenció del todo al cantante en cuanto al sonido que tenía. Bunbury ha manifestado que quería que se percibieran más matices mediterráneos de los que se pueden percibir en la grabación editada. En todo caso, este primer disco en solitario de Enrique lo separó totalmente del sonido de Héroes. Su apuesta se acercaba a la electrónica, a la música árabe y al tecno-rock más psicodélico, acorde a grupos como NIN, Depeche Mode o Massive Attack. Sin embargo, a nivel de estructuras, letras y formas de cantar no estaba tan alejado de su producción anterior.
La apuesta era arriesgada y el resultado fue dispar: la crítica lo recibió positivamente y el público le dio mayoritariamente la espalda. En la presentación del disco y de la gira en el Pabellón Príncipe Felipe de Zaragoza, Enrique fue vituperado, e incluso alguien le lanzó un trozo de adoquín, que supuestamente no se encontraba en ninguna parte del propio pabellón. Enrique, indignado, llegó a decir que le habían aguado el concierto. En aquel concierto se escuchó a cierta parte de la multitud vitorear «Héroes, Héroes», demostrando que parte del público de su anterior grupo no estaba dispuesta a aceptar el cambio de sonoridad de Bunbury. La gira de Radical sonora se convirtió en una pesadilla para Bunbury, que sufrió una profunda crisis cuando finalizó el tour por España, llegando incluso a plantearse abandonar la música. Se sentía incomprendido: "Necesito un público que me haga crecer como músico, no que me haga tocar toda la vida Entre dos tierras, y encima como lo hacía con Héroes".[cita requerida]
En marzo de 1998, por orden del gobierno nacional de República Dominicana, se suspendió un show previsto en ese país. Según ellos, fue por incitación al consumo de drogas, porque en la contratapa del álbum aparece la frase: "Instrucciones de uso: líese un buen canuto de hachís. Escúchese a un volumen muy alto, muy a oscuras y preferiblemente cuando se esté muy solo".
Fue portada en varias revistas, como Popular 1. Esa portada fue la última que la revista dio a un artista español.
Tras este disco y todas las críticas que tuvo que soportar, se planteó abandonar la música y se refugió en la casa de verano de sus padres, donde compuso varias canciones. Decidió entonces, pasado un periodo de tiempo, arriesgar de nuevo con su siguiente álbum, Pequeño (1999), un disco con aires de cabaret y de sonidos mediterráneos que planteó inicialmente como su último álbum: "Me propuse hacer el disco que me saliera y me salió Pequeño. Me daba igual si la gente no lo entendía. Quería hacerlo y, si me tenía que retirar, pues me retiraba. Así me lo planteé".

### Pequeño
La respuesta a Pequeño comenzó a ser diferente que la recibida con Radical sonora. Si bien el apoyo de la discográfica al disco fue más bien relativo, el disco fue calando entre el público. Canciones como Infinito o El viento a favor devolvieron paulatinamente a Bunbury al primer plano de la actualidad musical. El nombre del disco se debe a que el mismo cantante lo denominó más simple y modesto, más sencillo que Radical Sonora, y muestra quien es él verdaderamente cuando mira atrás.
El disco se grabó en Ronda (Málaga), en los estudios "El Cortijo", durante la primavera de 1999 y fue producido por el propio Bunbury. Para ello creó la que fue su banda durante los siguientes seis años, formada por los integrantes de la banda de Radical Sonora salvo por el guitarrista Alan Boguslavsky, más otros músicos (principalmente zaragozanos) incorporando una sección de vientos, violín y percusión. Además, contó con varias colaboraciones, entre ellas la de Eva Amaral. El álbum contenía doce canciones y convenció a crítica y público: la gira de presentación se alargó durante dos años, realizando casi cien actuaciones en total.
En esta nueva etapa participaron los músicos Delsarte Morán, Rafael Domínguez; Luis Miguel Romero; Ana Belén Estaje; Javier García Vega; Javier Iñigo; Antonio Ríos; Ramón Gacías y Copi Corellano. Estos dos últimos tienen además una importante colaboración en la composición de algunas de las canciones del disco. Esta banda era conocida como el "Huracán Ambulante" y grabó con Bunbury el resto de su discografía en solitario hasta 2005 (excepto Antonio Ríos).
Así, Bunbury se reconcilió con el público y abrió el espectro a personas de diferentes edades. Pequeño fue disco de platino al llegar a las 100 000 copias vendidas en España. Lo mismo ocurrió con su anterior trabajo, Radical Sonora, y con él tuvo más notoriedad en países como México y Argentina, en donde ya se comenzaba a gestar un artista reconocido.
Se editaron CD-singles que contenían varios temas, inéditos, remixes, pruebas de sonido, maquetas, en lo que finalmente se denominó "Caja de singles". En total eran cinco discos que contenían más de treinta canciones, entre las que destacan las "caras B" de Pequeño como "Luna" o "Voy a perder la cabeza por tu amor". Las canciones inéditas eran en total quince, repartidas a lo largo de los cinco discos.
Mientras todavía estaba de gira Enrique públicó un álbum en directo en formato CD y DVD grabado en abril de 2000 en el Hard Rock Café de Ciudad de México titulado Pequeño cabaret ambulante. Con él pretendía reflejar el espíritu de «la gira que más he disfrutado en mi vida.»
Terminada la etapa de Pequeño, Bunbury se trasladó a Tarragona a componer su tercer disco en estudio. A los 20 años de la publicación de este trabajo, es considerado como el despegue definitivo de la carrera del artista maño en solitario tras abandonar Héroes del silencio, cuando publicó Radical Sonora recibiendo una acogida irregular.

### Flamingos
Enrique se tomó casi nueve meses para realizar su siguiente y complejo disco, Flamingos (2002), en el que hay canciones con más de ciento cincuenta pistas de sonido. La preproducción del disco tuvo lugar en Molinos (Teruel) de junio a septiembre de 2001, y en ella se grabaron todas las canciones del corte final más una serie de temas que hasta el momento no han visto la luz de forma oficial, aunque sí están disponibles en el disco pirata Flamingos vs Bizarros (2003). Algunas de las pistas que se realizaron se emplearon en la producción final aunque muchas se tuvieron que grabar nuevamente, la grabación y las mezclas finales del disco se produjeron en los estudios Music Lan, en Avinyonet de Puigventós (Gerona) entre noviembre de 2001 y febrero de 2002. Bunbury contó con su banda de ocho músicos y la colaboración de numerosos amigos como Jaime Urrutia, Quimi Portet, Shuarma (Elefantes), Carlos Ann, Kepa Junkera, Adrià Puntí, Pedro Andreu, entre otros. Todos dejaron su huella en un disco denso, marcado por la ruptura matrimonial de un Bunbury que posa vestido de boxeador para la portada. Canciones como "Contar Contigo" o "No se fíe" responden a esa imagen de luchador aún con ganas de pelea. Se ha considerado que en el disco en su conjunto es una metáfora de su separación sentimental.
Con este disco Bunbury se transformaba en todo un icono del mundo de la música en su carrera solista: Flamingos fue disco de oro a su salida, consiguiendo el éxito en México y Argentina, además rápidamente se agotaron las entradas para los primeros conciertos en España y en varias capitales mexicanas se forman largas colas para que Bunbury firme autógrafos, la gira del disco duró un año y medio, con más de 150 conciertos y más de 300.000 discos vendidos entre España y América.
Este álbum definitivamente le abrió nuevos rumbos en su trayectoria musical. Bunbury estuvo girando con su banda durante 2002 y 2003 por importantes escenarios de México (Auditorio Nacional), Argentina (Estadio Obras) o Nueva York (Central Park). La culminación de esta etapa musical fue el DVD que se publicó en septiembre de 2003, titulado "Una cita en Flamingos" y que recogía dos conciertos en España, el de Zaragoza durante las fiestas del Pilar en la propia Plaza del Pilar, y el otro de los que cerró la gira de 2002 en el Palacio de los Congresos, en Madrid. Se presentaba como contenido extra del DVD una entrevista a los integrantes del Huracán Ambulante.
Al final de la gira y antes de empezar a trabajar en su próximo disco de estudio Bunbury se reunió con Carlos Ann, Shuarma y Morti para grabar el disco Bushido, álbum que se grabó en menos de dos semanas en una masía de Tarragona. Finalmente salió a principios del año 2004.
Los músicos decidieron encerrarse a dejar fluir su creatividad en sus diferentes estilos, son 15 canciones cantadas por los cuatro españoles, donde se destacan canciones como "La felicidad", "Magenta", "Te esperare" y composiciones del zaragozano como "Sex Food" y "Desmejorado" (este último versionado por Raphael).

### El viaje a ninguna parte
El que fue cuarto disco de estudio de la carrera en solitario de Bunbury se gestó a lo largo de 2003. Una gran parte de las composiciones cobraron forma durante el viaje que el propio Bunbury realizó a lo largo de toda Iberoamérica ese año, y otras se compusieron en su ciudad natal y otros lugares de España. La preproducción del disco se realizó en Cuarte de Huerva (Zaragoza) durante el otoño de 2003, y a ella se presentó Bunbury con casi cien temas de los que finalmente eligió diecinueve, más una versión («Voces de tango») del grupo zaragozano "Más Birras" que lideraba el malogrado Mauricio Aznar.
En 2004 se edita El viaje a ninguna parte, un disco doble con múltiples influencias provenientes de diversos lugares, con ritmos, música y letras en las que podemos encontrar desde tangos a corridos, pasando por el blues. El propio Bunbury ha confesado que es uno de sus discos más representativos. El disco volvió a llevar aparejada una larga gira, en la que volvió a recorrer ambas partes latinas del Atlántico en toda su extensión. Nuevamente recibió el disco de oro, esta vez en el país azteca con 50.000 copias vendidas.
El título del disco, homónimo de una obra y película del actor y director Fernando Fernán Gómez, al que dedica el disco, deja entrever la admiración del músico por los artistas errantes, que presentaban su obra a lo largo de pueblos y ciudades solo con sus instrumentos y su talento. Para materializarlo se realizó la gira "Freak show", una serie de conciertos donde la banda únicamente precisaba un solar para instalar las diversas carpas del espectáculo, que se desplazó por distintas ciudades de España emulando a aquellos artistas errantes que Fernán Gómez plasmaba en su obra.

#### Freak Show
Esta mini-gira (cinco ciudades y seis conciertos) se desarrolló a finales del año 2004. Se puede decir que fue un "spin-off" del El viaje a ninguna parte, materializando la idea que previamente tenía Bunbury en mente, una gira ambulante en su más pura expresión. Para ello contó con la caravana circense del Circo Raluy, que ya antes había servido para la sesión de fotografías del disco. El recinto que se preparó contaba con una carpa para el concierto en sí mismo, junto con un cuadrilátero donde se simulaba una lucha mexicana, una zona para hacer lucha de pulso y otras áreas.
Los conciertos en sí, con un repertorio basado en el disco editado ese año, contaban con una serie de artistas invitados que cantaban tanto temas propios como del propio Bunbury de forma conjunta. Carlos Ann, Nacho Vegas, Adrià Puntí, Iván Ferreiro y Mercedes Ferrer participaron de esa forma en la gira. En 2005 salió al mercado un CD + DVD que recogía lo que fue el Freak Show. El DVD, que dura casi unas dos horas y media, recoge "La Película", donde se entrevista a todos los participantes del show, se analiza en profundidad cómo se gestó y desarrolló la idea de la gira, y se acompaña de una serie de temas en directo de los conciertos. Como material adicional se incluye una entrevista al propio Bunbury con preguntas que los aficionados formularon a través de la web oficial del cantante y poemas recitados por el mismo. El CD incluye una selección de 15 temas extraídos de los 6 conciertos que se realizaron.

### El 2005 por la mitad
Durante 2005 se retomó la gira de presentación del disco, una vez editado el CD+DVD del Freak Show. Antes de ello se realizó un único concierto para presentar el disco, dedicado al poeta Leopoldo María Panero, realizado por el propio Bunbury junto con Carlos Ann, Bruno Galindo y José María Ponce. Este disco fue uno de los proyectos en los que se involucró durante 2004, y era el segundo trabajo de este estilo (colaboración de varios artistas), después de Bushido (2003). Además durante estos años proliferaron las colaboraciones con otros artistas y el proyecto de Los Chulis, que sumado todo da lugar a unos años de actividad artística muy notable.
En cualquier caso la gira iba a ser de nuevo extensa tanto en España como en Iberoamérica, incluyendo dos conciertos en Japón, donde Bunbury tocaba por primera vez. Como se supo con posterioridad, el cansancio físico y mental empezó a pasar factura al zaragozano, quien desde el año 1999 prácticamente no había descansado de hacer discos, colaboraciones y giras (en total realizó en ese período previo más de doscientos cincuenta conciertos). La oficina de contratación quiso forzar para que cumpliera con los compromisos en contra de su opinión, y finalmente fue él mismo desde su página web quien anunció la disolución de El Huracán Ambulante (la banda que le acompañaba durante los últimos ocho años), la cancelación del resto de su gira por España y América (salvo dos conciertos, en Zuera y Cambrils) y su temporal retiro, sin fecha de regreso, de los escenarios. Después de esto desapareció la oficina de gestión que tramitaba los asuntos de las giras y conciertos (Solo & management), creándose la nueva oficina Rock & chicken, gestionada principalmente por Nacho Royo y que corrió con la organización de los conciertos de Héroes del Silencio de 2007, y sigue manteniéndose como management del cantante.
En el primero de los dos conciertos de despedida del final inesperado de gira (Zuera y Cambrils) el cantante se retiró en el quinto tema ('Sácame de Aquí' perteneciente a su disco Flamingos) para no volver, suspendiendo además el segundo y último concierto de la etapa que cerraba. Esta era la tercera ocasión en la que el cantante no completaba una actuación en la provincia de Zaragoza. La primera tuvo lugar en 2003, en la sala Oasis. Después de que se cancelara el que iba a ser primer concierto de aquel año en Villareal, se organizó un concierto en la citada sala que finalizó abruptamente durante el séptimo tema "Infinito". Durante el tiempo que estuvo en el escenario se pudo comprobar que el cantante tenía problemas con el retorno del sonido. La segunda ocasión tuvo lugar en 2004, en el concierto que dio durante las fiestas del Pilar en el Paseo de la Independencia. En este caso no se completó la segunda parte del concierto ya que después de aproximadamente una hora la banda se retiró y no volvió al escenario.
En febrero de 2006 Bunbury saca a la venta Canciones 1996-2006, un recopilatorio de temas de sus álbumes en solitario en formato CD y DVD, donde logra ser disco de oro a los pocos días de su publicación.
Durante este año realiza colaboraciones en los discos de varios grupos, como Revólver o Quique González. También colaboró en el último disco/recopilatorio de Pereza llamado Los Amigos de Los Animales.
Participó también en el disco de Jaime Urrutia El muchacho eléctrico, en su tema «Nada por aquí» y en el videoclip de la propia canción, rodado principalmente en la antigua estación de tren de Entrevías, en Madrid.

### El tiempo de las cerezas
En 2006 Enrique Bunbury y Nacho Vegas se encontraron en el Puerto de Santa María (Cádiz), y con la ayuda de Paco el Loco grabaron un disco doble, El tiempo de las cerezas. Bunbury rescató algunas canciones del que iba a ser su próximo disco de estudio, Judas, que finalmente no vio la luz. Con otras nuevas composiciones lanzó un disco que recibió buenas críticas en general. El título inicial era Bunbury y Vegas (aunque también se barajó la posibilidad de que fuese al revés, Vegas y Bunbury). Finalmente se publicó, con su título definitivo, el 18 de septiembre de 2006.
Se lanzó como primer sencillo "Días Extraños", del propio Nacho Vegas. Además se editaron como videos oficiales los de las canciones "No fue bueno, pero fue lo mejor" y "Welcome to callejón sin salida". En México se filmaría también el videoclip de "Puta Desagradecida", para promocionar el disco en dicho país.
Se anunciaron cinco conciertos en el teatro Metropolitan de México DF y uno en el Liceo de Barcelona. De esta forma se confirmaba lo que ambos artistas apuntaban en las entrevistas previas al lanzamiento: que si había presentación en directo "será para algún concierto muy puntual". Aun con todo se acabó editando un DVD esta mini-gira (Liceu BCN 30 de noviembre de 2006) que contenía la práctica totalidad del concierto de Barcelona, junto con los "bises" extraídos de las actuaciones de México D.F. Según parece, fue en este concierto de Barcelona cuando se confirmó que iba a haber reunión de Héroes del Silencio para realizar una gira de pocos conciertos (a la postre fueron diez) durante el año 2007. Quedaba frustrado de esta forma el concierto del grupo que se quería realizar durante la Expo 2008 de Zaragoza.
La banda que acompañó a Bunbury y Vegas en los conciertos estaba formada por integrantes de las respectivas bandas de ambos cuando tocaban en solitario. Dos integrantes de esa banda (Álvaro Suite y Jorge Rebenaque) acabaron formando parte de la actual que acompaña a Bunbury, Los Santos Inocentes. Esta última tomó forma en la grabación del disco posterior a la gira reunión de Héroes del silencio (Hellville de Luxe - 2008), y se mantiene hasta la actualidad.

### Héroes del Silencio Tour 2007

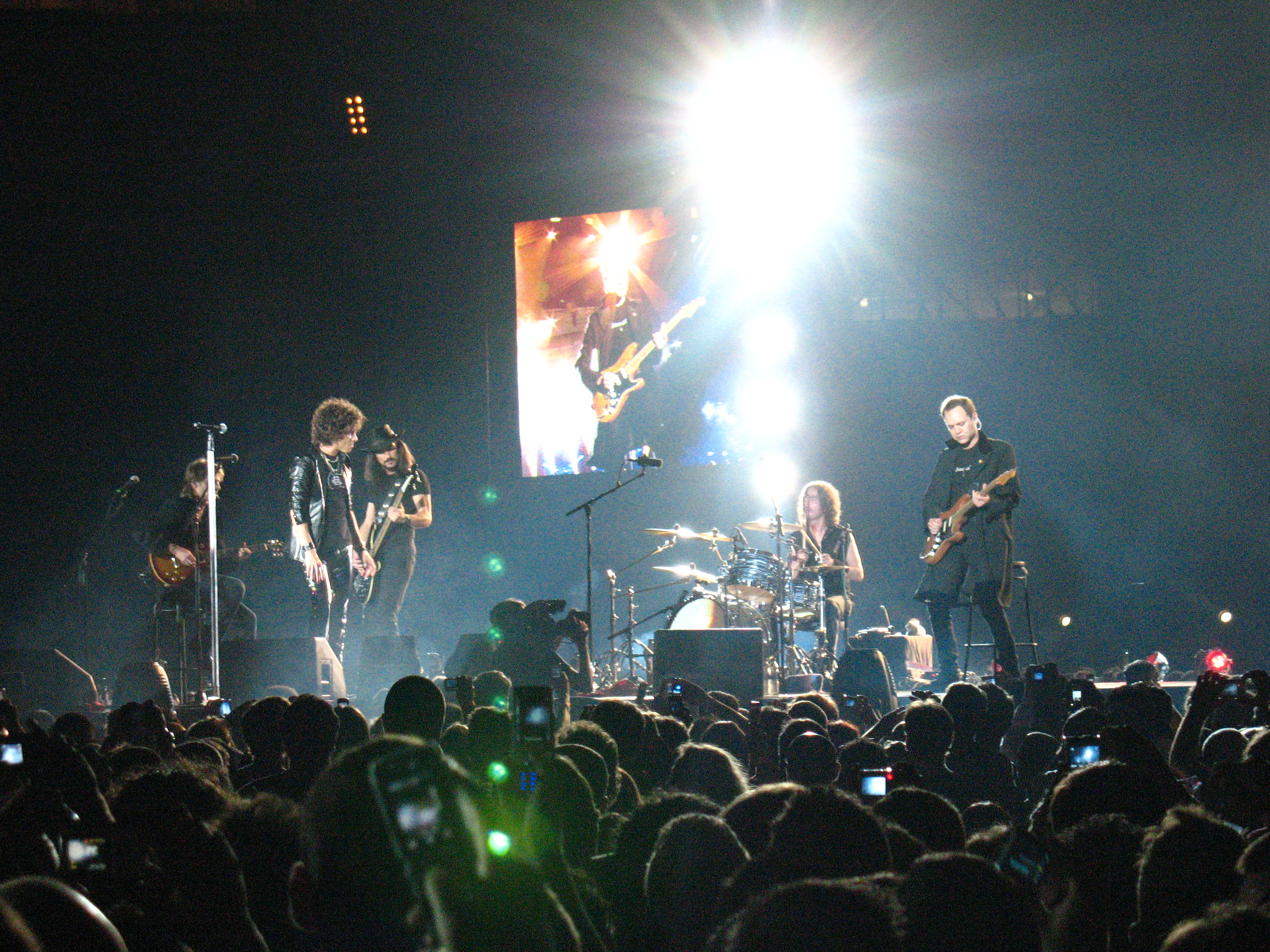
Bunbury al frente de Héroes del Silencio en el concierto de la banda en Sevilla en octubre de 2007.

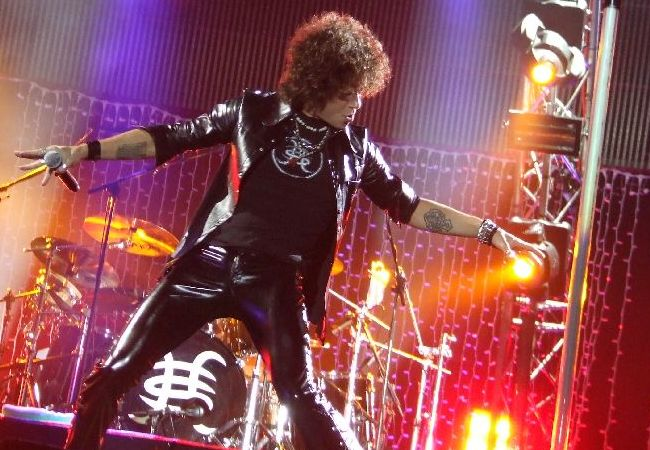
Enrique Bunbury durante una de las actuaciones correspondientes a la gira de 2007 con el grupo.

Finalmente, el Heraldo de Aragón publicó que Héroes del Silencio regresaban para Expo Zaragoza 2008. En un periódico de ámbito aragonés se publicó que se les había visto ensayar en el pabellón municipal de la localidad de Osera de Ebro (Zaragoza). Aunque la especulación general apuntaba a ello, finalmente no hubo concierto durante la Expo 2008. La reunión del grupo, según anunció la propia banda en un comunicado oficial, tenía como objetivo celebrar el vigésimo aniversario de sus primeras grabaciones. A esto se añadió la colaboración del Real Zaragoza, que lo anunció como parte de uno de los múltiples actos en honor de su 75.º aniversario. Además de tocar en Zaragoza dos noches, ofrecieron conciertos en Sevilla, Cheste (Valencia), Buenos Aires, Guatemala, Los Ángeles, México D.F., Monterrey.
La expectativa por la vuelta fue tal que las entradas tanto en México como en España se agotaron a las pocas horas de haberse puesto en venta, con colapso informático de la página web en la que se vendían incluido. En total, los diez conciertos contaron con la asistencia de casi medio millón de personas. En España, el concierto de Cheste fue uno de los más multitudinarios de la historia del pop-rock en castellano y, debido a la enorme afluencia de público (se estima que accedieron al recinto cerca de 80.000 espectadores), se formaron colas kilométricas en la carretera que unía Valencia y alrededores con el circuito de velocidad.

### Hellville de Luxe

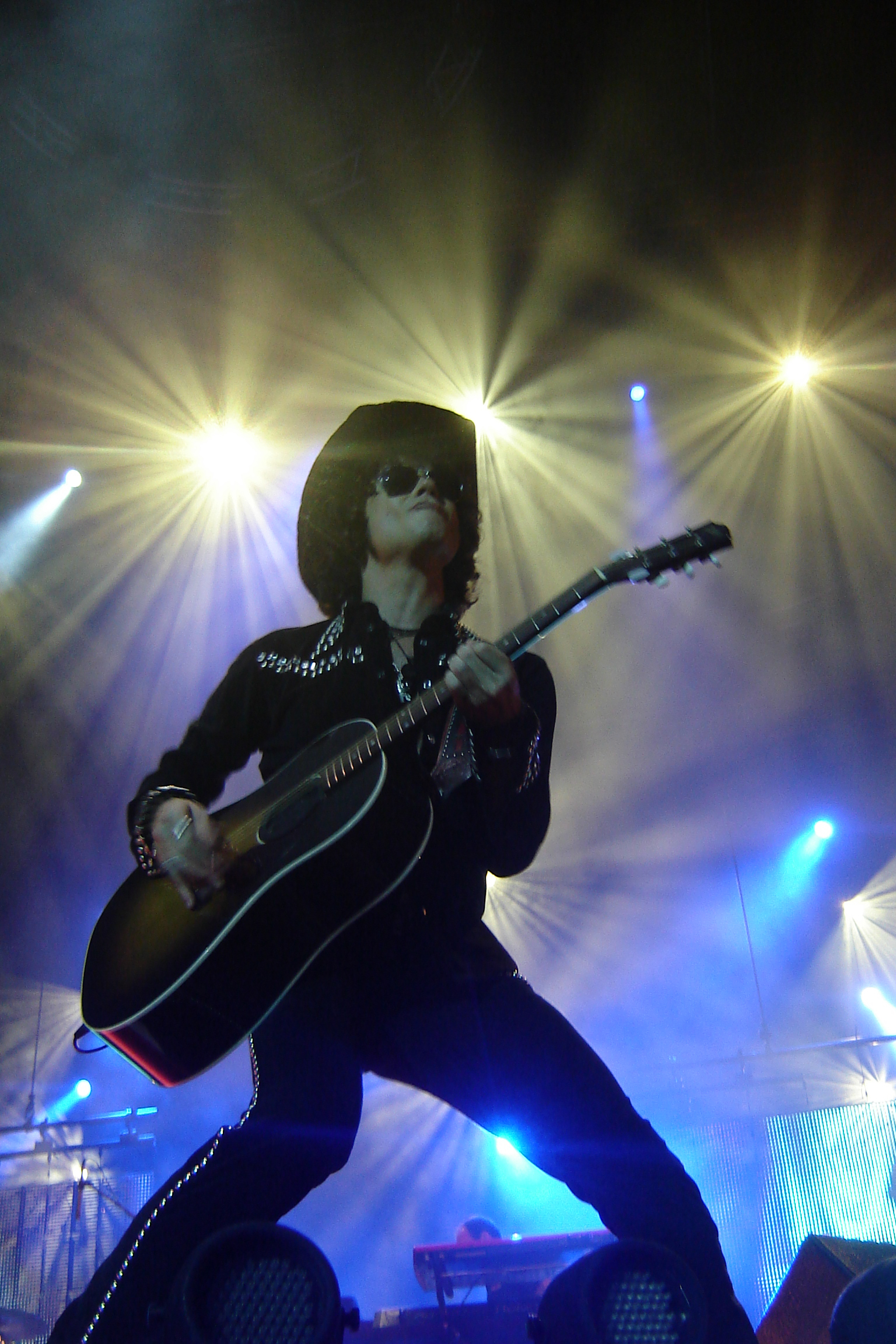
Actuación del cantante en la gira Hellville de Tour.

El título del quinto álbum de estudio de Bunbury, Hellville de Luxe, proviene del nombre de la casa-estudio que el cantante tenía en El Puerto de Santa María, su residencia hasta que decidió mudarse a Los Ángeles. Salió a la venta el 7 de octubre de 2008, después de empezada la gira de presentación y con varios meses de retraso respecto de la grabación, que tuvo lugar durante la primera parte de 2008. La producción corrió a cargo de Phil Manzanera, fue grabado y mezclado en los estudios Music Lan de Avinyonet de Puigventós (Gerona), y masterizado en Sterling Sound (Nueva York). Curiosamente, Bunbury volvió a contar con Manzanera en la producción después de estar con Héroes del Silencio, al igual que hiciera con Radical Sonora en 1997. En este caso delegó totalmente (en Radical Sonora actuaba de coproductor). El disco fue editado también en vinilo, siendo el primero desde Avalancha con Héroes, en una edición más completa que el formato CD (quince canciones en vez de once), limitada y que se agotó el mismo día que se puso a la venta, por eso se tuvo que reeditar nuevamente. El formato se pudo volver a conseguir con la caja de vinilos editada en 2011, la cual recoge toda su discografía de estudio hasta el año 2010.
El primer sencillo fue "El hombre delgado que no flaqueará jamás", que se presentó el 20 de agosto de 2008 en un programa especial de la cadena Rock & Gol, presentado por Juan Pablo Ordúñez. Distintos medios de comunicación acusaron a Bunbury de plagio en este tema al utilizar versos extraídos de dos poemarios de Pedro Casariego. El artista reconoció la utilización de dichos versos, y se defendió del mismo argumentando que "dos frases no hacen plagio".
También estrenó nueva banda, tras la disolución de "El Huracán Ambulante", que le había acompañado durante la gira de promoción "Hellville de tour", la nueva banda fue conformada por Álvaro Suite, Robert Castellanos, Jorge “Rebe” Rebenaque, Ramón Gacías y Jordi Mena.
El concierto inaugural de la gira se celebró el 6 de septiembre de 2008 en Zaragoza; en febrero visitó Norteamérica, cuya primera parte de la gira concluyó el día 5 de abril de 2009 en México DF. En este tour fue la primera y única vez que el cantante hizo un concierto en Polonia.
Durante esa época recibió por parte de la discográfica EMI, el Disco de Diamante por motivo de más de 1 millón de discos vendidos durante su carrera en solitario y además el álbum alcanzó el número 1 en descargas digitales y ventas en formato físico en España y número 1 en las listas de México. En ambos países logró ser disco de oro.
En la primavera de 2009, antes de continuar con la gira, grabó su sexto disco de estudio, Las Consecuencias, nuevamente en los estudios Music Lan. En noviembre de ese año, tras casi dos años de gira en los que ofreció setenta conciertos en la docena de países recorridos, el artista puso fin a su espectáculo Hellville de Tour con un concierto gratuito en el Estadio Azteca de México, D. F. en el que congregó a 90.000 personas.
El disco oficial en directo de la gira finalmente no se editó, a pesar de que se había grabado y masterizado según declaraciones del propio cantante. Fue la segunda vez que esto ocurría esto tras la gira de Radical Sonora, ya que del resto de giras que ha realizado, solo o con Héroes del Silencio, siempre se ha editado oficialmente algún trabajo de audio o vídeo.

### Las consecuencias
A principios de junio de 2009, se anunció que el nuevo disco de Bunbury, producido por él mismo, vería la luz a finales de octubre. Finalmente el lanzamiento del disco, Las consecuencias se produjo el 16 de febrero de 2010. Nuevamente se editaba en formato vinilo, CD y en línea, y además el orden de las canciones del disco estaba orientado a satisfacer las características de este formato, con dos caras diferenciadas para un total de diez canciones. La versión digital del álbum contó con una canción adicional, "Los amantes". Los más aficionados han especulado con la posibilidad de que algunos temas ya estuvieran compuestos cuando se grabó Hellville de Luxe; el propio Bunbury reconoció que presentó a Phil Manzanera para la producción bastantes más temas de los quince que finalmente se grabaron para aquel disco, y que su productor y amigo rechazó varios, quizá porque no encajaban con el perfil de sonido que quería dar a aquel disco.
Las consecuencias contó con la colaboración de Miren Iza, cantante del grupo Tulsa, en varios temas. El disco cerró lo que el propio cantante ha denominado como "canciones del puerto", en alusión a su lugar de residencia en aquel entonces, el Puerto de Santa María, y que incluirían los temas de este disco y los dos anteriores (Hellville de Luxe y El tiempo de las cerezas).
Previamente, el 15 de enero salió a la luz el vídeo "Frente a frente", versión de una canción de Jeanette, dirigido por Juan Antonio Bayona, y correspondiente al primer sencillo del nuevo proyecto discográfico, en el que contó con el cameo de la propia Jeanette. Como en otras canciones de Las consecuencias, en esta intervino también Miren Iza, cantante del grupo Tulsa.
En su primera semana en venta el disco llegó a lo más alto en España y México, siendo número 1 en España tanto en ventas físicas (formato vinilo y CD) como digitales. En México fue disco de oro (30 000 copias vendidas) en el mismo día de su lanzamiento.
El éxito del disco a nivel comercial resultó relativamente inesperado para el cantante, que antes del lanzamiento declaraba que creía que sería un disco de culto que sólo apreciarían sus mayores fanes, "una obra muy poco inmediata" poco accesible para el gran público. "Va a gustar a unos pocos, mucho, y a otros muchos, poco. Pero advierto, no soy bueno adivinando el futuro. Es un álbum difícil, lento, íntimo... No sé hasta qué punto radiable".
Los días 17 y 18 de abril, Bunbury grabó un concierto especial en 3D, para el Canal+ 3D, siendo el primer canal de televisión español en implementar esta tecnología para un evento televisivo. La realización consta de un escenario circular de tres ambientes distintos adaptándose al repertorio del cantante, el primer decorado está ambientado en un cementerio, en una zona desértica, en el segundo hay una avioneta estrellada en el lugar y finalmente el último está ambientado en un motel en medio de una carretera. Dirigido por Paco Plaza, fue estrenado el 29 de mayo, además de exhibirse en centros FNAC y en cines.
La gira de presentación, Las Consecuencias Tour se desarrolló a lo largo de 2010, con una primera parte centrada en pequeños escenarios a lo largo de EE. UU. para posteriormente recorrer una vez más buena parte de Iberoamérica. La intención era prolongarla durante 2011 pero finalmente no fue así por motivos personales del cantante. Debido a ello la presentación en España fue muy escasa comparada con la de otras ocasiones, actuando únicamente en cinco ciudades para un total de nueve conciertos.

#### Gran Rex
Gran Rex, que salió a la venta en 2011, supuso el disco en directo de la gira de presentación de Las Consecuencias. Producido por el propio Bunbury, contó con la ayuda de Ramón Gacías, su mano derecha en toda su etapa en solitario. Para editarlo se grabaron los tres conciertos que ofrecidos en el teatro Gran Rex de Buenos Aires (3, 4 y 5 de noviembre de 2010), y se lanzó al mercado en el formato de doble CD, edición digital y triple vinilo (este último en una serie numerada y limitada). Una vez más la distribución de las canciones estaba más pensada para el vinilo que para el CD. Se trataba de un disco de veinticuatro canciones, que contenía temas de todos sus discos.
También ofreció cinco temas adicionales en su página oficial de Facebook, lo que daría un total de veintinueve canciones para una duración aproximada de dos horas y media. No hubo edición en formato vídeo de todo el concierto, pero sí se acompañó la edición de vinilo con un DVD ("Lo que más te gustó de mí") con algunas escenas grabadas por el cantante junto con cinco temas en directo.
El disco fue 1.º en las listas de España y 2.º en México.
Fue editado por la compañía discográfica EMI. Con posterioridad se supo que este trabajo significaba el fin de la relación contractual entre el cantante y la compañía después de veinticuatro años, desde el inicio de la etapa con Héroes del Silencio. El disco representó también un punto y aparte artístico, de ahí que tenga un cierto carácter recopilatorio puesto el cantante manifestó que quería imprimir a sus siguientes discos un nuevo sonido que dejara atrás la última etapa bautizada como "Canciones desde el puerto".
Durante esta época también se publicó el documental "Porque las cosas cambian", material donde se refleja la trayectoria artística del cantante.

#### De Luxe Vinyl Box Set
EMI editó en vinilo un set recopilatorio a finales de 2011 que recogía toda la discografía de estudio de Bunbury hasta ese momento. Incluía sus seis primeros discos más El tiempo de las cerezas, grabado con Nacho Vegas. Suponía la primera edición en vinilo de los cuatro primeros discos del cantante y El tiempo de las cerezas. Este lanzamiento vendría a satisfacer la pretensión del propio cantante, que quería que toda su discografía se pudiera encontrar en vinilo. Todos los discos fueron editados en formato de doble vinilo (excepto el álbum "Las consecuencias", que consta de un solo vinilo), formato que no encaja del todo con los discos de menor duración, ya que en estos una de las caras del disco ha quedado sin grabación alguna. La caja se acompañó de un libro firmado por Juanjo Ordás, donde se analiza cada álbum de forma detallada.

### Licenciado Cantinas

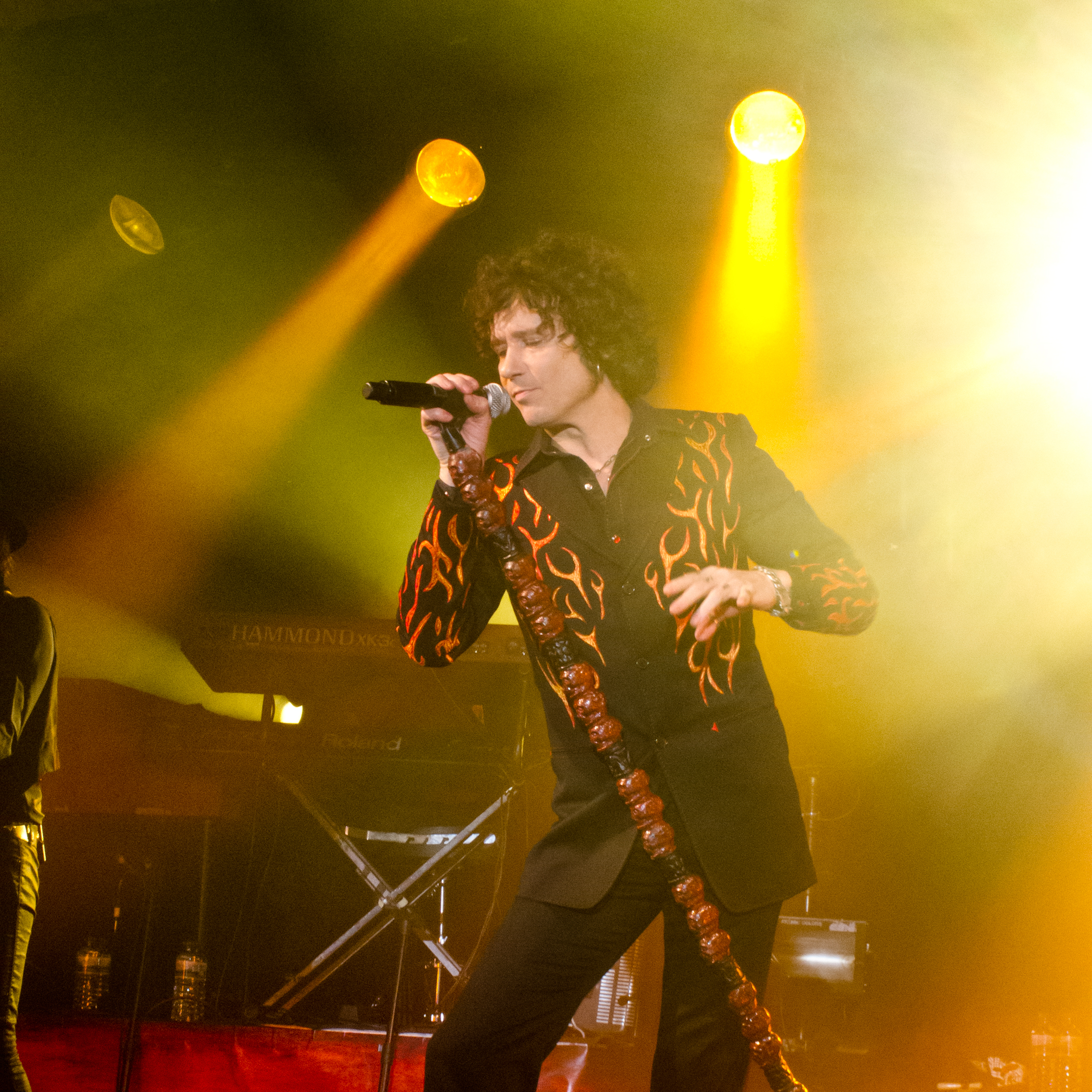
Enrique Bunbury durante su gira en 2012.

El 24 de mayo de 2011 el cantante publicó un vídeo en su Facebook, donde comentaba que estaba grabando el nuevo material discográfico. Este mismo fue el séptimo disco de Bunbury en solitario que se tituló Licenciado Cantinas, se grabó en los estudios Sonic Ranch de Texas durante la primavera estadounidense; producido por él mismo, y contó con las colaboraciones especiales de Dave Hidalgo, Flaco Jiménez, Charlie Mussleehite y Elíades Ochoa. Se rodeó de su banda habitual más el percusionista Quino Béjar, lo cual declaró "Grabar lo nuevo de Bunbury ha sido una gozada";
Se puso a la venta el 15 de diciembre del mismo año, editado por OCESA y con quince canciones, versiones todas ellas de temas hispanoamericanos. Nuevamente, como en los discos anteriores, se editó en formato CD, vinilo y en línea, otra vez con el vinilo de edición limitada. Como primer sencillo se eligió el tema "Ódiame" al que siguieron "Llévame", "Animas que no amanezca", "El solitario (Diario de un borracho)" y "Pa'llegar a tu lado". De este último se han grabado dos vídeos distintos.
El álbum fue disco de oro en España y México.
De forma previa al lanzamiento se pudo visualizar el documental "Las venas abiertas del Licenciado Cantinas", cuyo título emulaba al de la obra del uruguayo Eduardo Galeano, Las venas abiertas de América Latina. En él se recogía el proceso de grabación del álbum y se entrevistó al propio Bunbury y el resto de los integrantes de su banda.
Durante la gira de presentación se estrenó el cortometraje "Licenciado Cantinas: The Movie", narrando la historia de un escenario apocalíptico relacionado con la creencia maya del 21 de diciembre de 2012. El propio cantante es el protagonista del corto, quien encara el personaje llamado "Licenciado Cantinas". Fue dirigido por Alexis Morante, quien ya ha trabajado con él en varios videoclips suyos. El filme fue galardonado en el Musiclip festival en la categoría "Mejor Cortometraje Musical".
Bunbury ha comentado que el disco sería el comienzo de una nueva etapa en lo musical, dejando atrás el sonido que caracterizó a las "Canciones del puerto". El cantante ha añadido que llevaba unos diez años queriendo grabar este disco, y que por las circunstancias que se daban decidió hacerlo en ese momento. De las sesenta canciones que aproximadamente tenía en mente se quedó con las quince finales para construir un disco "conceptual" según sus palabras, dividido en cuatro partes y que de alguna forma narrase la historia del personaje ficticio "Licenciado Cantinas". Todos los temas, unos más conocidos que otros, los escuchó a lo largo de las numerosas estancias y viajes por el centro y sur de América.
La gira de presentación del disco, "Licenciado Cantinas Tour" comenzó en España en enero de 2012, aunque se realizaron conciertos previos a la edición del disco en los meses de noviembre y diciembre de 2011 en Estados Unidos. Durante la gira se recorrieron además EE. UU. y numerosos países latinoamericanos. En declaraciones realizadas por Bunbury durante la gira comentó que Quino Béjar ha pasado a ser un integrante más de su actual banda "Los Santos Inocentes".
En el verano de 2012 se editó Licenciado Cantinas - Reposado special edition Box Set. Incluye el CD original, un libreto de 28 páginas con fotos y textos inéditos, un DVD con los videos clips rodados para los sencillos del álbum, el mediometraje Licenciado Cantinas - The Movie, y el documental Las venas abiertas del Licenciado Cantinas, junto con un CD que incluye versiones en directo de la práctica totalidad de los temas del disco. Estas canciones fueron extraídas de conciertos de la gira y de pruebas de sonido de los shows realizados (11 temas en total). La caja se acompaña además de dos vasos de tequila serigrafiados.

### Palosanto

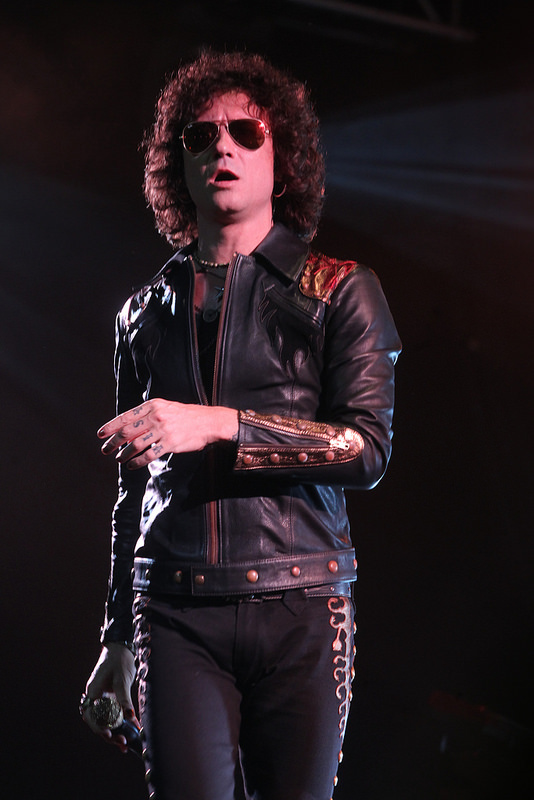
Bunbury durante su actuación el martes 18 de marzo de 2014 en el Centro Cultural Miguel Ángel Asturias (Teatro Nacional) en la ciudad de Guatemala.

El día 29 de octubre de 2013 salió a la venta su octavo material de estudio, Palosanto, un disco de cambio personal y sonido particular. Editado por OCESA, y distribuido por Warner Music. Fue compuesto entre 2010 y 2013, y se da la particularidad de que las primeras maquetas originales fueron robadas cuando asaltaron la vivienda del cantante en Los Ángeles y robaron su computadora personal, Bunbury afirmó: "Ahora lo tengo que reconstruir mentalmente...no voy a recuperar el archivo al cien por cien. Lo voy a recuperar de otra forma y en ese momento va a aparecer una canción nueva; creo que puede ser interesantísimo". El disco se grabó en los Phantom Vox Studios de Los Ángeles con su banda habitual Los Santos Inocentes, y fue producido por el propio Bunbury. Cuenta con arreglos de cuerda, que se pueden encontrar en grabaciones previas de Bunbury, pero como novedad hay arreglos vocales en algunos temas a cargo de un trío góspel femenino. Esto sí es una novedad dentro de su carrera musical.
Con este nuevo material consiguió el disco de oro en España y además en México obtuvo disco de platino.
El álbum está formado por 15 canciones editadas en formato CD, CD digipak y en doble vinilo. El vinilo explica mejor la estructura que Bunbury ha querido dar al disco. Palosanto, que según ha comentado el cantante pudo ser doble con al menos 20 temas, está dividido en dos partes. En su escrito personal de presentación del disco explica que la primera parte es de un sonido más tecnológico y digital, y la segunda es más orgánica.
El digipak y la edición vinilo se acompañan de un segundo CD, "Cualquier tiempo pasado.... Live 2011-2012", que incluye 11 temas en directo de la gira de presentación del disco Licenciado Cantinas. Son versiones en directo de canciones de toda su discografía en solitario, en algunos casos muy distintas del tema grabado originalmente.
Su primer video promocional fue "Despierta", se lanzó el 17 de septiembre de 2013, y fue censurado temporalmente en España. Aunque se desconocen los motivos oficialmente, al poco tiempo volvió a estar disponible su visionado. Los siguientes sencillos y videoclips fueron: "Más alto que nosotros sólo el cielo", "Los Inmortales", "Salvavidas" y "Prisioneros".
El 14 de enero de 2014 en México comenzó la gira del disco, "Palosanto Tour" en El Plaza Condesa, Distrito Federal. El mismo Bunbury afirmó que va la gira no será tan extensa que la previa de 2011-2012 por razones personales, y se desarrollará a lo largo de 2014 por todo el continente americano y España.
La primera parte de Palosanto Tour logró reunir a más de 100 mil personas en un total de 13 conciertos en el país azteca.
La segunda parte continuo visitando los países de República Dominicana, Guatemala, Honduras, El Salvador, Costa Rica, Colombia, Ecuador, Perú, Chile y cerrando su gira por América en el mítico estadio Luna Park en Buenos Aires, Argentina.
El tramo de la gira por España tuvo algunos inconvenientes debido a cancelaciones de varios conciertos a raíz de una operación quirúrgica que tuvo ser sometido su guitarrista Jordi Mena y también por cuestiones climáticas, por eso Bunbury reprogramó los conciertos para el mes de diciembre.
Así el músico luego se embarcó en el antepenúltimo tramo del tour recorriendo los puntos más importantes de Estados Unidos. En enero de 2020 lanza el sencillo 'Deseos de usar y tirar' como adelanto de su próximo disco, que define como "muy importante para mí y tremendamente personal".

#### Gira con Calamaro
Al término del tour en Estados Unidos, en los meses de octubre y noviembre Bunbury recorrió algunas ciudades de México junto al músico argentino Andrés Calamaro en una mini-gira.
Los dos ya se habían subido en reiteradas ocasiones al escenario como invitados, el más convocante fue el 12 de abril en el Luna Park en el cierre de la primera parte de la gira de Palosanto.
Según el mismo Bunbury, la gira había sido pensada desde hace ya muchos años por la insistencia de un promotor mexicano, pero era muy complicado que dos músicos coincidan en fechas en el lanzamiento de su álbum.
En la gira interpretaron sus temas cada uno por separado y al final del show se juntaban a cantar temas propios y de otros artistas, lo más destacado fue el homenaje que le rindieron al músico Gustavo Cerati, tocando su canción "Crimen".

#### Madrid, Área 51
El 20 de octubre de 2014 se anuncia la salida de nuevo material discográfico titulado; Madrid, Área 51. Álbum en vivo grabado el 29 de junio de 2014 en el Palacio de los Deportes en Madrid, España. Con la participación de los músicos Iván Ferreiro y Quique González ante 15 mil personas. Con fecha de lanzamiento para el 25 de noviembre de 2014 en formato doble CD + doble DVD. El trabajo recoge el concierto del músico aragonés en el Palacio de los Deportes, más un documental titulado "Expediente Palosanto" y que revela las entrañas de este espectáculo. Cabe además recalcar que este es el primer trabajo en vivo de Bunbury que se edita en formato Blu-Ray en alta definición, en una edición de un solo disco y que no incluye los CD de audio.

### 2015: Nuevos Horizontes
El día 23 de noviembre en su página oficial Enrique Bunbury publicó un comunicado donde explicaba su retiro indefinido de los escenarios, al término de la gira de Palosanto.
Señala que será un 2015 con otros proyectos por diferentes motivos personales y extra personales. Así este será su segundo alejamiento de los escenarios después de lo que fue el término antes de tiempo de su gira del disco El viaje a ninguna parte en el año 2005.

#### Hijos del Pueblo
El 9 de marzo de 2015 se dio a conocer la noticia de la salida de "Hijos del Pueblo", disco grabado en directo durante la gira que realizó junto a Andrés Calamaro durante el 2014 en México, con fecha de publicación el 14 de abril. El primer adelanto fue la versión de "Crimen", tema en homenaje a Gustavo Cerati, que se pudo escuchar a partir del 16 de marzo.

#### Bunbury MTV Unplugged

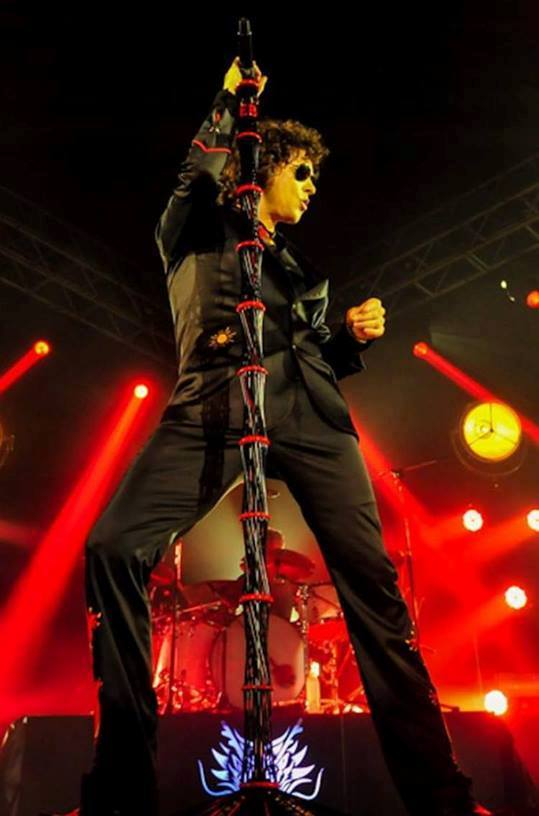
Bunbury en Córdoba, Argentina, en el primer concierto de Mutaciones Tour 2016.

En el segundo semestre de 2015 se da a conocer, la esperada grabación de un concierto acústico en los estudios de MTV en México bajo la conocida modalidad MTV Unplugged. Dicho concierto se grabó el 1 de septiembre de 2015 y se caracterizó por contar con un repertorio de canciones poco usual distinto al interpretado en las anteriores presentaciones en vivo. Bunbury expresó en una entrevista previa su deseo de renovar su repertorio de canciones en vivo, pues consideraba que había canciones que se habían interpretado ya demasiadas veces. Se caracterizó por incluir 5 temas de su discografía con Héroes del Silencio, así como temas poco comunes de su carrera como solista, sin incluir canciones de los álbumes Pequeño, Flamingos y El Viaje a ninguna parte. El concierto contó con la participación de invitados especiales como Carla Morrison, Robbi Draco Rosa, Vetusta Morla, León Larregui y Pepe Aguilar. Se emitió por el canal MTV Latinoamérica el 26 de noviembre de 2015, y posteriormente salió a la venta bajo el nombre, MTV Unplugged: El libro de las mutaciones en formatos CD, DVD, Vinilo, Blu-ray y En línea. De este álbum surgió la Gira musical llamada, Mutaciones Tour 2016, donde el artista celebró sus 30 años de trayectoria musical.
El 6 de noviembre recibió por segunda vez el premio al Mejor Artista Español en los MTV Europe Music Awards 2016 realizados en Holanda.

#### Archivos
El 11 de noviembre de 2016, salieron publicados los álbumes recopilatorios titulados Archivos Vol. 1: Tributos y BSOs y Archivos Vol. 2: Duetos donde reúne en el primer álbum, bandas sonoras hechas para cine, teatro, televisión, y también canciones versionadas de otros artistas.
El segundo disco contiene exclusivamente duetos que Bunbury ha hecho a lo largo de su carrera en colaboración con artistas como Andrés Calamaro, Zoé, Jaime Urrutia, Quique González, Pereza, Elefantes, entre otros.

### Expectativas
El 31 de agosto de 2017 mediante sus redes sociales se dio a conocer la noticia del lanzamiento del noveno álbum de estudio del cantante, Expectativas, previsto para el 20 de octubre, mediante un cortometraje que muestra el proceso de grabación y la intimidad de los músicos.
El 20 de octubre de 2017, Bunbury saca al mercado su último trabajo denominado "Expectativas", publicado con el sello Ocesa/Warner, en el cual crea una mezcla de sonidos que mantiene la esencia de su música.
El 15 de noviembre del 2018 el disco fue reconocido como el mejor álbum de rock en la 19.ª edición de los Premios Grammy Latinos. El artista agradeció el premio recordando a sus compañeros de Héroes del Silencio y realizando un repaso de los "logros obtenidos" a lo largo de su carrera musical.

### Posible
El 15 de enero de 2020 se produce el lanzamiento de su último y más reciente material de estudio.
"Deseos de usar y tirar" el primer adelanto de esta nueva producción deja entre ver una nueva faceta de Bunbury, más adelante menciona en sus redes sociales que considera al sencillo como un trabajo "muy importante para mí y tremendamente personal". En el videoclip de la canción apareció la actriz estadounidense Sherilyn Fenn que recreó el baile de su personaje "Audrey Horne" de la serie Twin Peaks del director David Lynch.
Es un álbum matizado de piezas electrónicas, en el que Bunbury "mira al presente" y muestra su "manera de sentir el día de hoy". A medida que el disco madura escuchamos unas letras tremendamente serias y profundas con sonidos de fondo matizados por electrónica vintage que se acoplan al contenido del presente.
En 2020, el libro El método Bunbury pone en entredicho parte de la carrera del cantautor, poniendo bajo sospecha a un total de 37 canciones por supuesto plagio a través de citas de otros autores no reconocidas. El autor de la investigación, Fernando del Val, contabilizó hasta 539 versos y aseguró en una entrevista que "buena parte de las letras que Bunbury ha escrito se compone de fragmentos de escritores a los que no cita".

### Curso de levitación intensivo
Durante el verano de 2020 y ante la imposibilidad de la gira de presentación de Posible debido a la pandemia, se da a conocer que Enrique se encuentra trabajando en un nuevo álbum, apenas unos meses después de la salida de Posible.
El 25 de octubre, a través de sus redes sociales, se hace público el nombre del álbum, el nombre de las 10 canciones que lo conformarán, la portada, así como la fecha de publicación.
El 11 de diciembre de 2020 se lanza el disco sin ningún adelanto previo, posteriormente se van publicando algunos singles que el propio Bunbury define como -atrasos- siendo el primero El Precio Que Hay Que Pagar. Para este trabajo, además de trabajar con Los Santos Inocentes, contó con músicos de jazz experimental. La transición sonora que va de Posible a Curso de levitación intensivo no es radical: la electrónica sigue siendo clave, si bien, en la atmósfera del disco, hay un contraste orgánico mayor. Además, como novedad, encontramos una inclinación en las bases rítmicas hacia patrones del afrobeat y el jazz..

### El Puerto E.P.
El 28 de septiembre de 2021 con motivo del segundo aniversario luctuoso de José y a modo de homenaje, se publica el cover de El triste, sobre este trabajo Bunbury mencionaba en sus redes sociales que su versión correspondía a "una espinita clavada" por la cancelación de su participación de último momento en el homenaje a El Príncipe de la canción llevada a cabo en el marco del Vive Latino 2020, esto por problemas de vuelos debido a la pandemia. Por lo que, durante el verano de 2021 grabó en el estudio de Paco Loco, en el Puerto en Cádiz, su propia versión de esta emblemática canción, "buscando además hacer un guiño -a modo de tributo- a los arreglistas de la época (los 70) emulando un sonido vintage y adaptándolo al formato de una banda de Rock sin complejos ni limitaciones, como lo son Los Santos Inocentes." Más adelante se revelaría que este trabajo estaría incluido en un E.P de 5 canciones que sería publicado a finales de año.
Como adelantos de esta grabación además de El Triste se publicaron los videos de las canciones Antes de desayunar y El Ritual del Alambre; siendo publicado el E.P completo el 10 de diciembre de 2021 en todas las plataformas digitales y en formato físico con los 2 temas restantes: la nueva versión de Un Hombre en el Espacio y la inédita Despropósitos.

## Vida privada
Bunbury está casado con Jose Girl (que además es su fotógrafa oficial), desde octubre de 2012 tras varios años de relación, con la que tiene una hija, llamada Asia, nacida en 2011. El músico ya había pasado por un matrimonio en el año 2000 con Nona Rubio, que luego se disolvió en el 2001.
Entre sus otras relaciones cabe destacar la que mantuvo en los años 90 con Benedetta Mazzini, hija de la cantante Mina, a la que dedicó al menos tres canciones: «Bendecida», «Bendecida II» y «La chispa adecuada (Bendecida III)».
El artista es vegano, y ha mencionado el tema en diferentes entrevistas.

## Músicos
Durante su etapa en solitario ha tenido dos bandas de músicos que lo han acompañado en sus discos y conciertos, las cuales bautizó con los nombres de "El Huracán Ambulante" y "Los Santos Inocentes".

### El Huracán Ambulante
| Integrante         | Instrumento(s)      | Período en la banda |
| ------------------ | ------------------- | ------------------- |
| Alan Boguslavsky   | Guitarras           | 1997-1998           |
| Del Morán          | Bajo                | 1997-2005           |
| Copi Corellano     | Piano - Teclado     | 1997-2005           |
| Ramón Gacías       | Batería - Percusión | 1997-2005           |
| Rafa Domínguez     | Guitarras           | 1999-2005           |
| Luis Miguel Romero | Percusión           | 1999-2005           |
| Ana Belén Estaje   | Violín              | 1999-2005           |
| Javier Iñigo       | Trompeta            | 1999-2005           |
| Javier García Vega | Trombón             | 1999-2005           |

### Los Santos Inocentes
| Integrante             | Instrumento(s)                                   | Período en la banda |
| ---------------------- | ------------------------------------------------ | ------------------- |
| Álvaro Suite           | Guitarras                                        | 2008-2022           |
| Jordi Mena             | Guitarra - dobro - lap steel - banjo - mandolina | 2008-2022           |
| Robert Castellanos     | Bajo - Contrabajo                                | 2008-2022           |
| Jorge “Rebe” Rebenaque | Hammond - Piano - acordeón                       | 2008-2022           |
| Ramón Gacías           | Batería - Percusión                              | 2008-2022           |
| Quino Béjar            | Percusión                                        | 2011-2022           |
| Santi del Campo        | Saxofón                                          | 2017-2022           |

## Discografía[119]
- Radical Sonora (1997)
- Pequeño (1999)
- Flamingos (2002)
- El viaje a ninguna parte (2004)
- El tiempo de las cerezas (con Nacho Vegas) (2006)
- Hellville de Luxe (2008)
- Las consecuencias (2010)
- Licenciado Cantinas (2011)
- Palosanto (2013)
- Expectativas (2017)
- Posible (2020)
- Curso de levitación intensivo (2020)
- El puerto E.P. (2021)
- Greta Garbo (2023)
- Cuentas pendientes (2025)

## Videografía

### Videos musicales

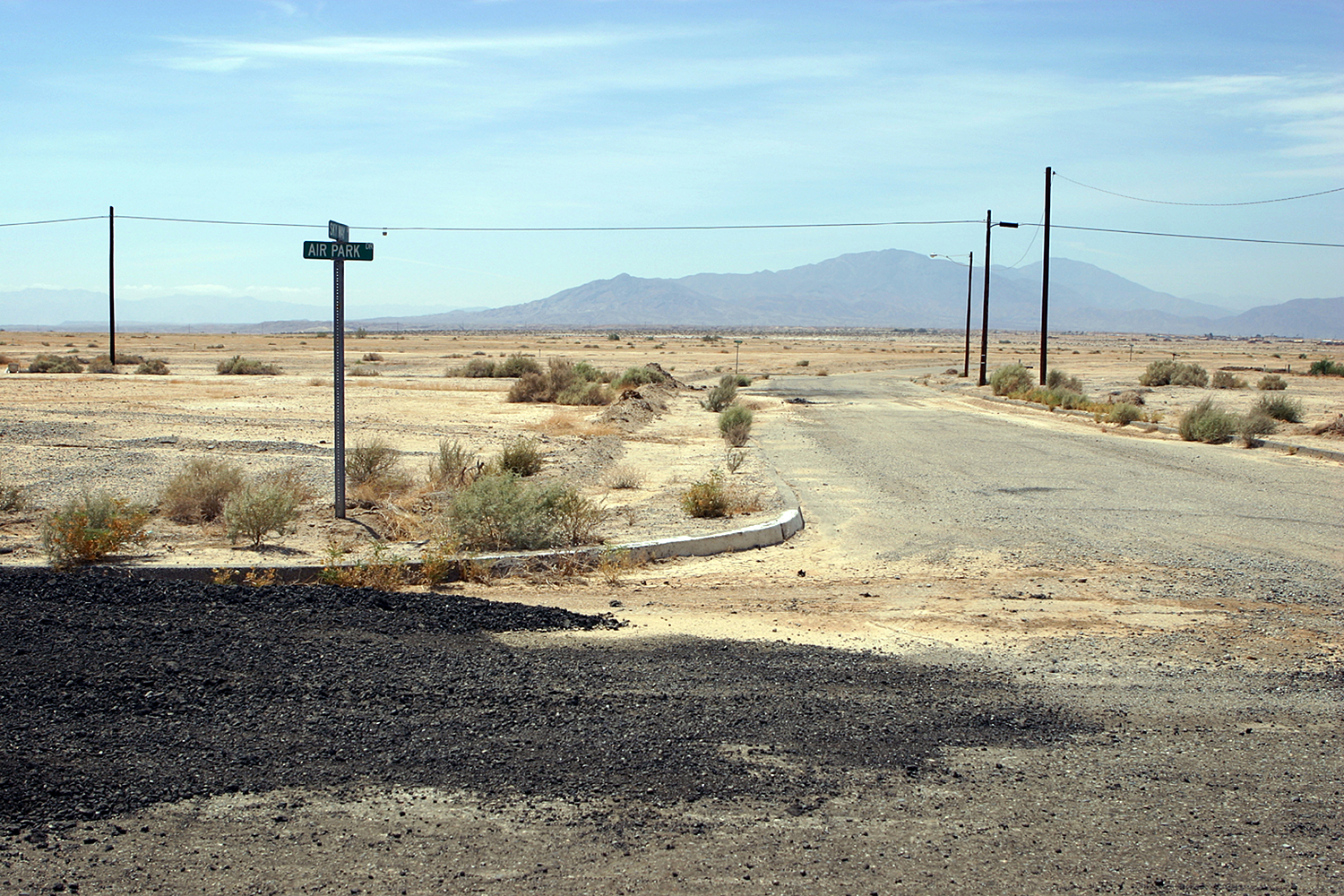
Desierto de Salton City, en California, donde Enrique grabó su videoclip "El Hombre Delgado que no Flaqueará Jamás".

Estos son todos los videoclips de Bunbury lanzados por cada disco oficial de estudio.
| Año  | Álbum                         | Video                                                       |
| ---- | ----------------------------- | ----------------------------------------------------------- |
| 1997 | Radical Sonora                | Alicia (Expulsada al País de las Maravillas)                |
| 1997 | Radical Sonora                | Salomé                                                      |
| 1997 | Radical Sonora                | Planeta Sur                                                 |
| 1999 | Pequeño                       | Infinito                                                    |
| 1999 | Pequeño                       | El Viento a Favor                                           |
| 1999 | Pequeño                       | De Mayor                                                    |
| 2002 | Flamingos                     | El club de los Imposibles                                   |
| 2002 | Flamingos                     | Sí                                                          |
| 2002 | Flamingos                     | Sácame de Aquí                                              |
| 2002 | Flamingos                     | Lady Blue                                                   |
| 2002 | Flamingos                     | San Cosme y San Damián                                      |
| 2002 | Flamingos                     | 1,2,3                                                       |
| 2004 | El Viaje a Ninguna Parte      | Que Tengas Suertecita                                       |
| 2004 | El Viaje a Ninguna Parte      | Los Restos del Naufragio                                    |
| 2004 | El Viaje a Ninguna Parte      | El Rescate                                                  |
| 2004 | El Viaje a Ninguna Parte      | Canto (el mismo dolor)                                      |
| 2006 | Canciones 1996-2006           | Una Canción Triste                                          |
| 2006 | El tiempo de las cerezas      | Puta Desagradecida                                          |
| 2006 | El tiempo de las cerezas      | No Fue Bueno Pero Fue lo Mejor                              |
| 2006 | El tiempo de las cerezas      | Welcome to Callejón sin Salida                              |
| 2008 | Hellville de Luxe             | El Hombre Delgado que no Flaqueará Jamás                    |
| 2008 | Hellville de Luxe             | Porque las Cosas Cambian                                    |
| 2008 | Hellville de Luxe             | Hay Muy Poca Gente                                          |
| 2008 | Hellville de Luxe             | El porque de tus silencios                                  |
| 2010 | Las Consecuencias             | Frente a frente (Bunbury)                                   |
| 2010 | Las Consecuencias             | Los Habitantes                                              |
| 2010 | Las Consecuencias             | De Todo el Mundo                                            |
| 2011 | Licenciado Cantinas           | Llévame                                                     |
| 2011 | Licenciado Cantinas           | Pa' Llegar A Tu Lado                                        |
| 2011 | Licenciado Cantinas           | Ódiame                                                      |
| 2011 | Licenciado Cantinas           | El Solitario (Diario de un Borracho)                        |
| 2011 | Licenciado Cantinas           | Ánimas, Que No Amanezca                                     |
| 2013 | Palosanto                     | Despierta                                                   |
| 2013 | Palosanto                     | Más Alto que Nosotros Solo el Cielo                         |
| 2013 | Palosanto                     | Salvavidas                                                  |
| 2013 | Palosanto                     | Los Inmortales                                              |
| 2013 | Palosanto                     | Prisioneros                                                 |
| 2017 | Expectativas                  | Parecemos Tontos                                            |
| 2017 | Expectativas                  | La Actitud Correcta                                         |
| 2017 | Expectativas                  | Cuna de Caín                                                |
| 2018 | Expectativas                  | La Constante                                                |
| 2018 | Expectativas                  | En Bandeja de Plata                                         |
| 2020 | Posible                       | Cualquiera en su Sano Juicio (Se Habría Vuelto Loco Por Ti) |
| 2020 | Posible                       | Hombre de Acción                                            |
| 2020 | Posible                       | Deseos de Usar y Tirar                                      |
| 2020 | Posible                       | Las Palabras                                                |
| 2020 | Posible                       | Como Un Millón de Dólares                                   |
| 2021 | Curso de levitación intensivo | El precio que hay que pagar                                 |
| 2021 | Curso de levitación intensivo | La Gran Estafa                                              |
| 2021 | Curso de levitación intensivo | El Momento De aprovechar El Momento                         |
| 2021 | Curso de levitación intensivo | N.O.M.                                                      |
| 2021 | El puerto E.P.                | El Triste                                                   |
| 2021 | El puerto E.P.                | Antes de Desayunar                                          |
| 2021 | El puerto E.P.                | El Ritual del Alambre                                       |
| 2023 | Greta Garbo                   | Invulnerables                                               |
| 2023 | Greta Garbo                   | Alaska                                                      |
| 2023 | Greta Garbo                   | Nuestros Mundos No Obedecen a Tus Mapas                     |
| 2023 | Greta Garbo                   | Desaparecer                                                 |
| 2023 | Greta Garbo                   | La Tormenta Perfecta                                        |

## Libros y publicaciones
- La carta. España: Liburuak. 2024. p. 368. ISBN 9788419234469. - Una conversación directa con sus seguidores en el mundo, a través de responderles las cuestiones de su interés y propia curiosidad.
- Avalancha: Revista Monográfica de Agitación y Movimientos. España. 1996.

### De poesía
- MicroDosis. España: Almuzara. 2023. p. 148. ISBN 9788419387264. - Diario escrito durante los dos últimos años en el que Enrique Bunbury decide experimentar en su conciencia la ingesta de microdosis de psilocibina.
- Exilio Topanga. España: La Bella Varsovia. 2021. p. 128. ISBN 9788412169355. - Cuenta, desde la ternura y la ironía, desde la crudeza, desde la crítica social hasta la demora en el paisaje, no postal sino símbolo, un viaje del héroe que se comprende como un viaje del antihéroe.